# Zoltán Decleva
Zoltán Decleva (Dolné Semerovce, 30 de julho de 1887 – Budapeste, 17 de julho de 1950) foi um coronel-general, comandante do Terceiro Exército e conselheiro privado húngaro. Ele foi agraciado postumamente com a Ordem de Vitéz.

## Biografia
Após sua gradução da Academia Militar de Pécs, foi comissionado como alferes na 19ª Academia Militar de Pécs em 1906, em um regimento de infantaria. Ele serviu um total de 42 meses na linha de frente durante a Primeira Guerra Mundial.
Concluiu seus estudos na Academia Militar de Budapeste (Hadiakadémia) em 1923. De 15 de novembro de 1927 até 1 de maio de 1931, serviu como ajudante de ordens do comandante supremo das Forças Armadas (Honvédség). Em seguida, até 1 de agosto de 1933, exerceu a função de chefe do Estado-Maior da 1.ª Brigada Mista. Posteriormente, assumiu a chefia do Departamento de Treinamento do Ministério da Defesa. A partir de 1 de novembro de 1936, foi nomeado vice-chefe do Estado-Maior Geral do Exército Húngaro (Honvéd Vezérkar). Em 1 de maio de 1938, foi promovido ao posto de general. No mesmo ano, em decorrência da reestruturação das Forças Armadas, foi designado como segundo vice-chefe do Estado-Maior Geral, acumulando, a partir de 1 de outubro, o cargo de secretário-geral do Conselho Supremo de Defesa Nacional. A partir de 1 de março de 1940, assumiu o comando do 1° Corpo de Exército. Foi promovido a tenente-general (altábornagy) em 1 de setembro de 1940. Na qualidade de comandante do 1° Corpo de Exército, participou da "libertação" da Transilvânia (Erdély) e da campanha na Bácska.

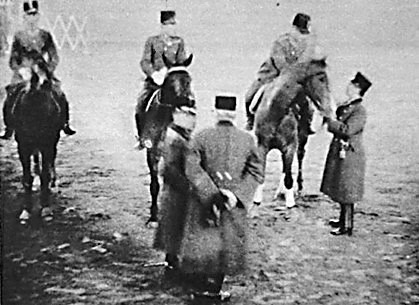
O Tenente-General Zoltán Decleva entregando prêmios em jogos equestres de 1942.

Decleva morreu em 17 de julho de 1950 em Budapeste. Em 2004, ele foi agraciado postumamente com a Ordem de Vitéz.
Seu filho Ferenc Decleva (1942-2016), tornou-se capitão do condado de Baranya, coronel da Guarda Nacional Húngara e um membro dos Cavaleiros de São Jorge.

## Patentes
- 1 de maio de 1938: Major-general[4]
- 1 de setembro de 1940: Tenente-general[4]
- 1 de outubro de 1942: Coronel-general[4]

## Serviço

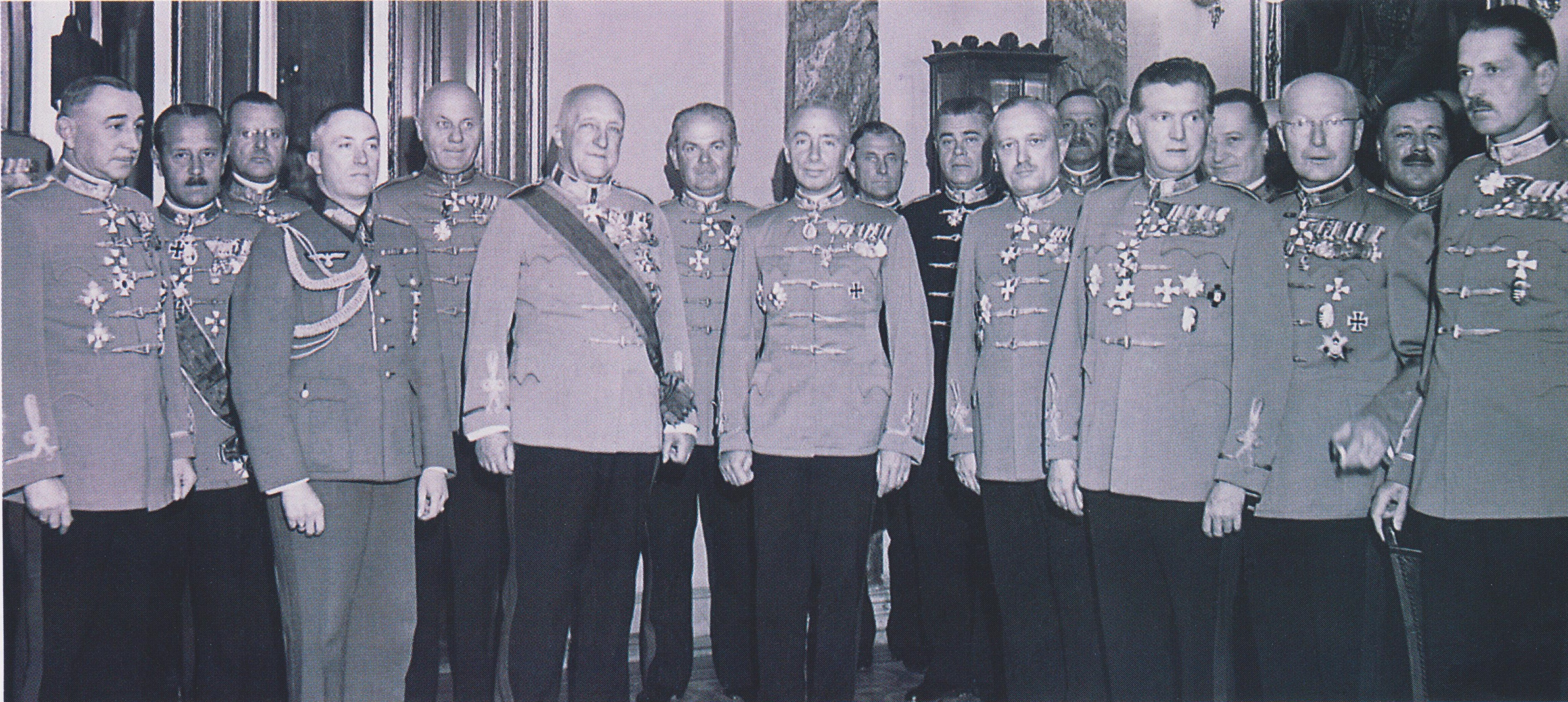
Estado-Maior do Exército Real Húngaro em 1944, incluindo o regente da Hungria – o arquiduque José Augusto da Áustria – István Schweitzer, Lajos Csatay, János Vörös e Zoltán Decleva (primeiro a direita).

- 1927-1931: Ajudante de campo do comandante em chefe do Exército[4]
- 1930-1935: Ajudante do comando supremo do Exército[4]
- 1931-1933: Chefe do Estado-Maior da 1ª Brigada Mista[4]
- 1 de março de 1933 – 1 de novembro de 1936: Chefe do Departamento de Treinamento, Ministério da Defesa[4]
- 1 de novembro de 1936 – 1 de outubro de 1938: Chefe adjunto do Estado-Maior General[4]
- 1 de outubro de 1938 – 1 de março de 1940: Secretário-geral do Conselho Militar Supremo[4]
- 1 de março de 1940 – 1 de maio de 1941: Oficial general comandante do 1º Corpo [Iugoslávia][4]
- 1 de maio de 1941	– 1 de novembro de 1941: Chefe adjunto do Estado-Maior General[4]
- 1 de maio de 1941	– 1 de novembro de 1941: Vice-comandante em chefe do Exército[4]
- 1 de novembro de 1941	– 3 de dezembro de 1942: Oficial general comandante do 3º Exército [Iugoslávia][4]
- 1 de fevereiro de 1943: Reformado[4]